# Nikea-Agios Ioannis Rendis
Nikea-Agios Ioannis Rendis (griechisch Νίκαια-Άγιος Ιωάννης Ρέντης) ist eine 2011 entstandene Gemeinde in der griechischen Region Attika mit gut 100.000 Einwohnern.

## Geographie
Der Ort im Westen Athens besteht aus den beiden Gemeindebezirken Agios Ioannis Rendis und Nikea, dem Sitz der Gemeindeverwaltung. Er gehört zum Regionalbezirk der Hafenstadt Piräus und liegt in dessen Osten.

## Partnerstädte
Nikea unterhält seit 1985 eine Städtepartnerschaft mit der  georgischen Stadt Kutaissi.